# Хоуп-Джонстон, Джон Джеймс
Джон Джеймс Хоуп-Джонстон (англ. John James Hope Johnstone; 29 ноября 1796 — 11 июля 1876) — шотландский политик-тори.

## Происхождение
Родился 29 ноября 1796 года. Старший сын вице-адмирала сэра Уильяма Джонстона Хоупа (1766—1831), кавалера ордена Британской империи, и леди Энн Хоуп-Джонстон (1768—1818), старшей дочери Джеймса Хоупа-Джонстона, 3-го графа Хоуптауна (1741—1816).

## Карьера
28 августа 1818 года после смерти своей матери, леди Энн Хоуп-Джонстон, де-юре 6-й графини Аннандейл и Хартфелл, Джон Хоуп-Джонстон унаследовал де-юре титулы 7-го графа Аннандейла и Хартфелла и 7-го лорда Джонстона в Пэрстве Шотландии, а также должности наследственного стюарда Аннандейла и наследственного хранителя дворца Лохмабен.
Он заседал в Палате общин Великобритании от Дамфрисшира в 1830—1847, 1857—1865 годах .
Он стал преемником своего отца после его отставки, как сообщается, по настоянию недавно коронованного короля Вильгельма IV. Находясь в парламенте, он поддержал несколько законопроектов о реформах и представил петицию от служителей Церкви Шотландии в поддержку ежедневных занятий по изучению Библии для протестантских детей в Ирландии.
В 1874 году он был назначен заместителем лейтенанта Дамфрисшира. Он несколько раз пытался получить титул пэра, но в конечном итоге безуспешно.

## Личная жизнь
8 июля 1816 года Джон Хоуп-Джонстон женился на Алисии Энн Гордон (? — 1868), старшей дочери полковника Джорджа Гордона и Энн Бэрд. Он жил в Рэхиллс в Локерби (где он значительно расширил дом, но столкнулся с «долгами по имуществу»), и Хук-хаусе, Дамфрисшир. У супругов было по меньшей мере одиннадцать детей, в том числе :
- Уильям Джеймс Хоуп Джонстон (1819 — 17 марта 1850), который в 1841 году женился на достопочтенной Октавии Софии Босвилл Макдональд, дочери генерал-лейтенанта Годфри Макдональда, 3-го барона Макдональда, и Луизы Марии ла Кост (внебрачной дочери принца Уильяма Генри, герцога Глостерского и Эдинбургского)[2].
- Джордж Гордон Хоуп Джонстон (18 октября 1820 — 14 июля 1866), капитан, который в 1845 году женился на Аделаиде Мэри Уэнтворт Синклер, дочери сэра Джорджа Синклера, 2-го баронета[2].
- Роберт Гордон Хоуп Джонстон (1829 — 15 января 1890), который в 1855 году женился на Агнес Свенсон, дочери полковника Джона Свенсона.
- Чарльз Хоуп Джонстон (23 ноября 1830 — 17 июля 1855), лейтенант Королевского флота[2].
- Элис Хоуп Джонстон (? — 16 декабря 1890), которая в 1845 году вышла замуж за сэра Грэма Грэма-Монтгомери, 3-го баронета, сына сэра Джеймса Монтгомери, 2-го баронета[2].
- Дэвид Бэрд Хоуп Джонстон (? — 28 декабря 1886), капитан 92-го полка горцев, который в 1860 году женился на Маргарет Элизабет Грирсон, дочери подполковника Уильяма Грирсона. После их развода он вторично женился на Элизе Арчер, дочери Т. Арчера, в 1874 году[2].

Причиной его смерти в 1876 году было названо «общее упадок сил». Поскольку его старший сын Уильям умер раньше него, права на графство Аннандейл и Хартфелл перешли к его внуку, Джону Хоупу Джонстону (1842—1912).